# Merrimack (fleuve)
Pour les articles homonymes, voir Merrimack.
Le Merrimack est un fleuve de 188 kilomètres qui coule du centre du New Hampshire jusqu'à l'océan Atlantique à Newburyport, Massachusetts. Il naît de la confluence de deux rivières, la Pemigewasset et la Winnipesaukee, à Franklin (New Hampshire), s'écoule vers le sud jusqu'au Massachusetts, puis s'oriente vers le nord-est jusqu'au littoral atlantique à Newburyport. De Pawtucket Falls à Lowell (Massachusetts), il dessine la frontière nord de l'état de Massachusetts, parallèle au lit mineur du fleuve mais écartée de cinq kilomètres au nord.
La vallée du Merrimack constitue un site naturel important pour les deux états de New Hampshire et du Massachusetts. 
Plusieurs navires de guerre américains ont porté le nom de USS Merrimack en honneur au fleuve.

## Hydrographie
Jusqu'aux glaciations quaternaires, le lit du Merrimac se prolongeait vers le sud jusqu'à l'actuelle frontière entre les états de New Hampshire-Massachusetts avant de se déverser dans l'Océan Atlantique près de Boston. Lors de la fonte des glaciers, les dépôts morainiques au nord de Boston ont comblé la vallée inférieure du Merrimac, créant le coude vers le nord-est à Lowell. Sur les berges de la rivière, à Neville dans le New Hampshire, se trouve un site archéologique de la Période archaïque des Amériques.
Son bassin versant est d'environ 12 200 km2 : il recouvre toute la moitié sud de l'état du New Hampshire et une partie du nord-est du Massachusetts. Ses berges sont fortement urbanisées, car l'énergie hydraulique a été fortement exploitée tout au long du XIXe siècle par les filatures, qui dominaient l'économie de la Nouvelle Angleterre : Concord, Manchester et Nashua dans le New Hampshire, et Lowell, Lawrence et Haverhill dans le Massachusetts. La petite ville de Newburyport marque l'embouchure du fleuve. Jusqu'au creusement du Canal de Middlesex, Newburyport était un chantier naval florissant grâce à son site, idéal pour l'entrepôt du bois d’œuvre flotté depuis le New Hampshire. Le fleuve pénètre dans le Massachusetts par la ville de Tyngsborough et de là contourne ou traverse les villes de Chelmsford, Lowell, Dracut, Tewksbury, Andover, Methuen, Lawrence, North Andover, Haverhill, Groveland, West Newbury, Merrimac, Amesbury, Newburyport et Salisbury.
Ce fleuve forme le cadre d'un classique de la littérature coloniale américaine, Sept jours sur le fleuve de Henry David Thoreau. Ses affluents sont la Souhegan River, qui traverse d'ouest en est la ville de Merrimack (New Hampshire); la Nashua, qui s'écoule vers le nord jusqu'à la ville de Nashua; la Concord, qui s'écoule vers le nord entre Concord (Massachusetts) et Lowell; la Rivière Powwow, qui s'écoule entre Danville (New Hampshire) et Amesbury (Massachusetts); et la Shawsheen, qui s'écoule également vers le nord, avant de se déverser dans le Merrimac à Lawrence.

### Navigation
Le Merrimac est une voie navigable officielle des États-Unis : elle relève de la Section 10 de la juridiction du Rivers and Harbors Act.

### Les crues du Merrimack

#### La crue de mai 2006

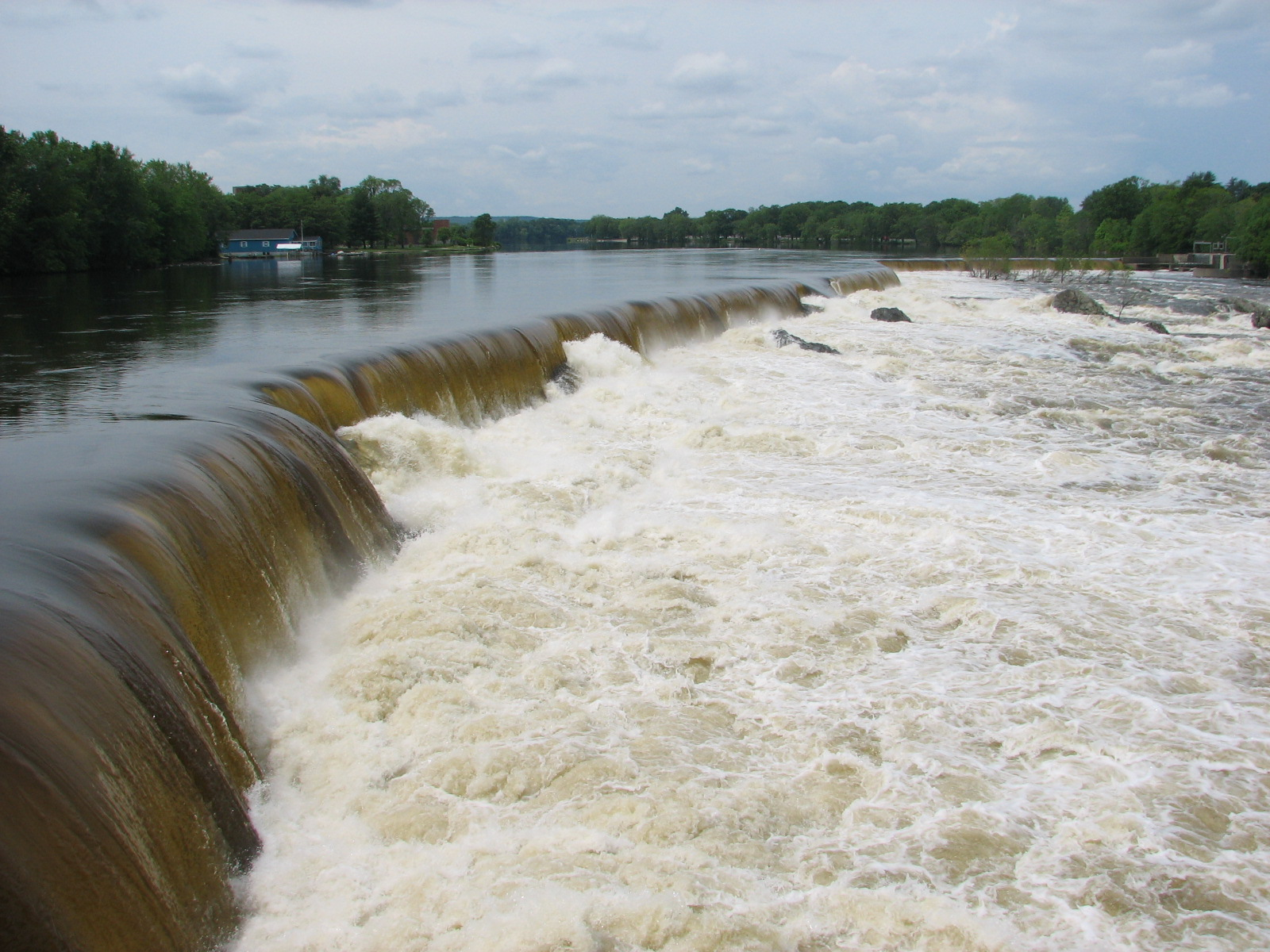
Le Merrimac en crue, vu depuis Pawtucket Gatehouse à Lowell (Massachusetts).

Le Merrimack ne développe en principe que de petites inondations, mais le 15 mai 2006, les pluies répétées ont fait monter le niveau des eaux de 2,40 m au-dessus du niveau normal. Cette crue exceptionnelle a déclenché l'évacuation de la région de Haverhill, a causé d'énormes dégâts dont la rupture des conduites d’assainissement, ce qui a provoqué la contamination du fleuve par 132 500 m3/jour d'eaux noires. Les hydrogrammes montrent de fortes disparités au cours de cet épisode de crue, mais il apparaît que la plus grande partie du bassin versant a enregistré une lame d'eau de 43 cm.
Selon le The Boston Globe, près de 1 500 habitants ont évacué leur domicile pour fuir l'inondation.
La crue a ensuite incité la ville de Lowell à remplacer la vanne Francis historique en charpente de bois (XIXe siècle), par une barrière anti-tempête moderne (quoique temporaire) comportant quatre raidisseurs tubulaires en acier. Cette barrière, une fois abaissée contre le radier, ferme l'alimentation du canal urbain par le Merrimack.

#### Autres crues historiques
La plus grave crue connue historiquement dans la vallée du Merrimack est celle du mois de mars 1936, où la conjugaison de deux pluies importantes et consécutives, et de la fonte des neiges avait gonflé les eaux du Merrimack jusqu'à porter la cote à Lowell à 20,80 m, soit 3 m au-dessus du plenissimum flumen de 2006. Une partie du roman Docteur Sax de Jack Kerouac a pour cadre cet événement.
Hormis cette inondation de 1936, les crues les plus graves sont celles de 1852, celle de la Fête des Mères de 2006, l’Ouragan de Nouvelle-Angleterre (1938) et la crue d'avril 2007. La vanne Francis, démontée jusqu'en 1936, avait été remise en place et elle évita le pire lors de l'ouragan de 1938.

## Étymologie et orthographe

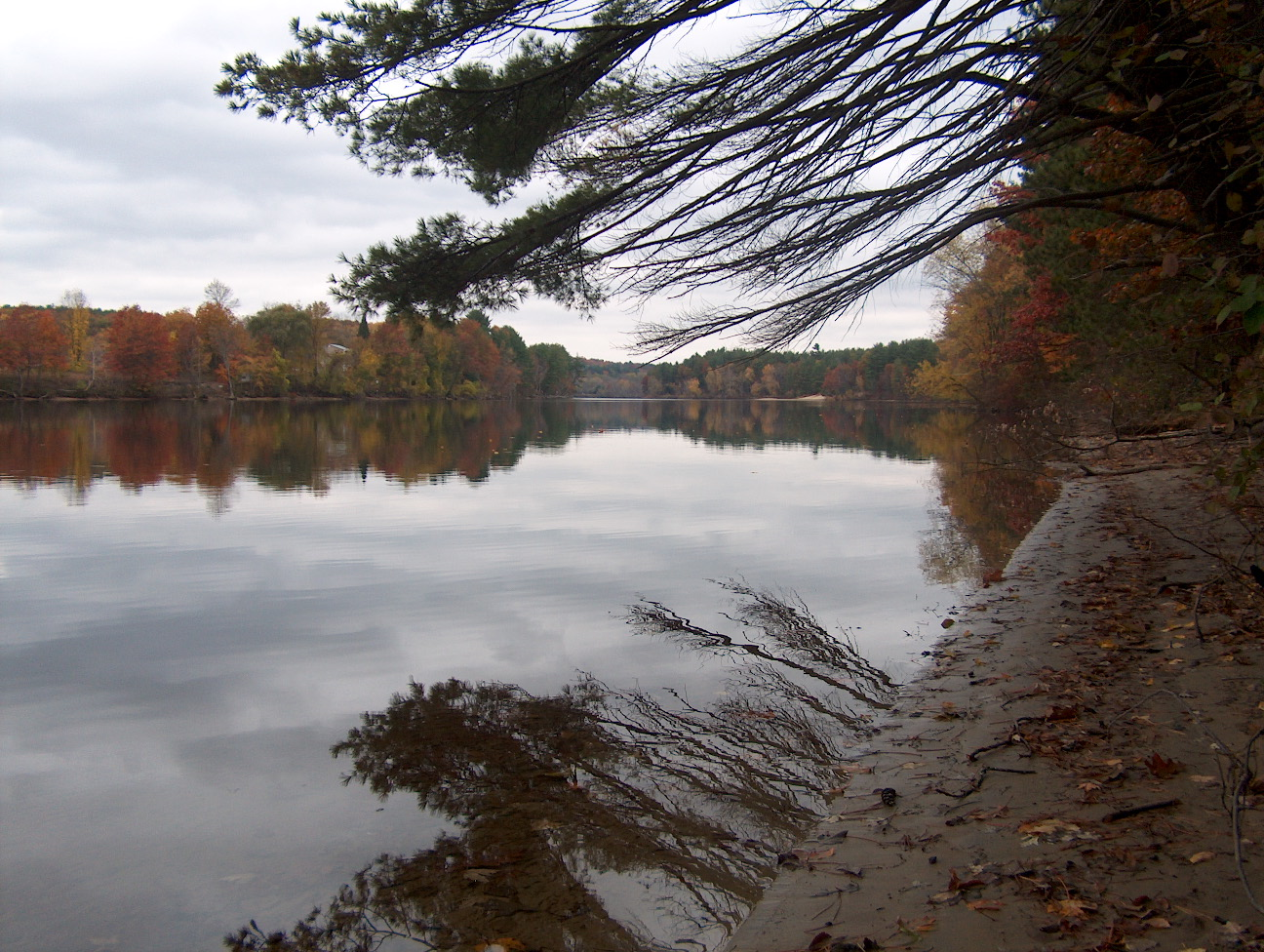
Le Merrimac à Pembroke (New Hampshire).

L’étymologie du nom du Merrimac (et donc celle de tous les bâtiments portant ce nom, comme le cuirassé de la guerre de Sécession) reste imprécise. Par sa forme, le mot trahit une origine algonquine. En 1604, des indigènes de Nouvelle Angleterre parlèrent à Pierre Dugua de Mons, qui emmenait des colons français vers l'Acadie, d'une belle rivière s'écoulant vers le sud. Le Français retranscrivit le mot donné par les indigènes en Merremack. En 1605 Samuel de Champlain, qui suivait la route prise par son devancier, découvrit le fleuve et le baptisa Rivière du Gas.

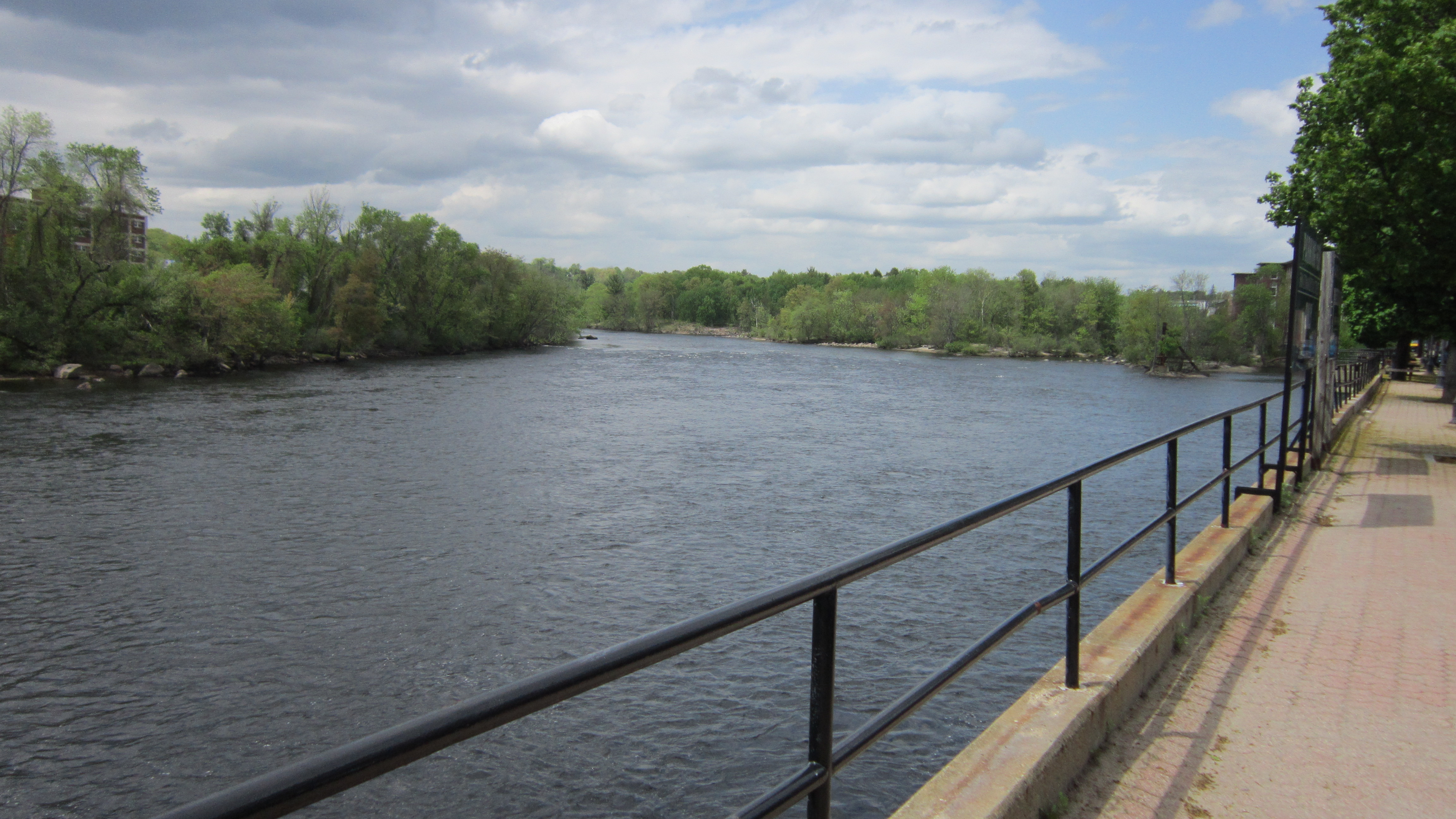
Le Merrimac à Manchester, dans le New Hampshire, en direction du nord (2014).

La plaine maritime du fleuve était alors habitée par la tribu des indiens Agawam ; la moyenne vallée était partagée entre les Pawtucket de Lowell, les Nashuas, Souhegan et Namoskeag dans la région de l'actuelle Manchester, les Pennacook au nord de Bow, et les Winnepisseogee à la source, le Lac Winnipesaukee. Ils formaient une ligue d'algonquiens, dite « Nipmuck », qu'on peut traduire par « eaux calmes. »
Selon Joseph B. Walker, qui cite à ce sujet The History of Manchester de Chandler E. Potter (1856), le toponyme Merremack serait formé du radical merruh (« fort ») et du suffixe (locatif) -auke (« site, endroit »), et désignerait fort à-propos une zone de rapides. Thoreau, au contraire, dans son récit Sept jours sur le fleuve , signale que le nom du fleuve signifie « rivière aux esturgeons. »

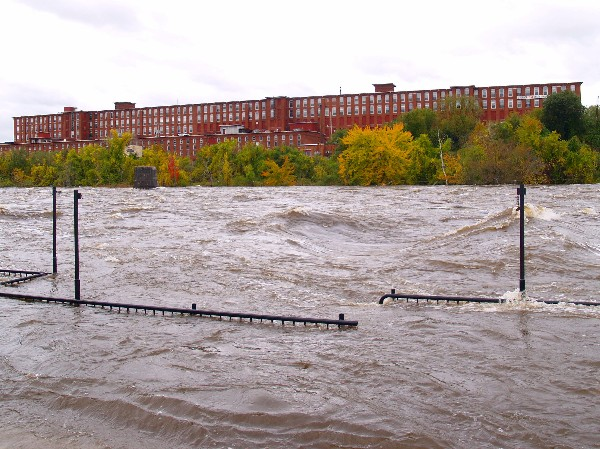
Le Merrimack en crue au mois d’octobre 2005, à Manchester.

Walker poursuit en donnant les différentes graphies du toponyme : « Merimacke », « Merimack » et « Merrimacke » que l'on trouve dans les archives du Massachusetts colonial, ou « Merrimake » et « Merrymake » (selon un acte de concession de 1721 à Penacook, New Hampshire). Le « New England's Prospect » de William Wood (1634) désigne le fleuve par le nom de « Merrimacke » et le situe à 13 km au-delà d'Agowamme (l'actuelle ville d'Ipswich). « Elle foisonne, nous dit-il, d'esturgeons, de saumons, de bars et de quantité d'autres espèces de poissons. »
La colonie de Merrimac, fondée en 1638, fit d'(abord partie d'Amesbury, et s'appelait West-Amesbury jusqu'en 1876. Merrimack (New Hampshire) a reçu le statut de commune en 1746, sous le nom de "Marrymac" donné par les archives. Au début du XIXe siècle, elle est citée comme « Merrimac » : d'après les rôles du recensement décennal de 1810, elle s'appelle « Merrimac », mais lors du recensement de 1820, on retrouve la transcription « Merrimack. »
En 1914, le représentant au Congrès John Jacob Rogers (MA) exige l'emploi du nom « Merrimack. »

## Dans les médias
La chanson « Merrimack River » et son interprétation instrumentale figurent dans l'album Amanda Leigh de Nashua (2009) , New Hampshire, où Mandy Moore est née.